# Машина Лоренца

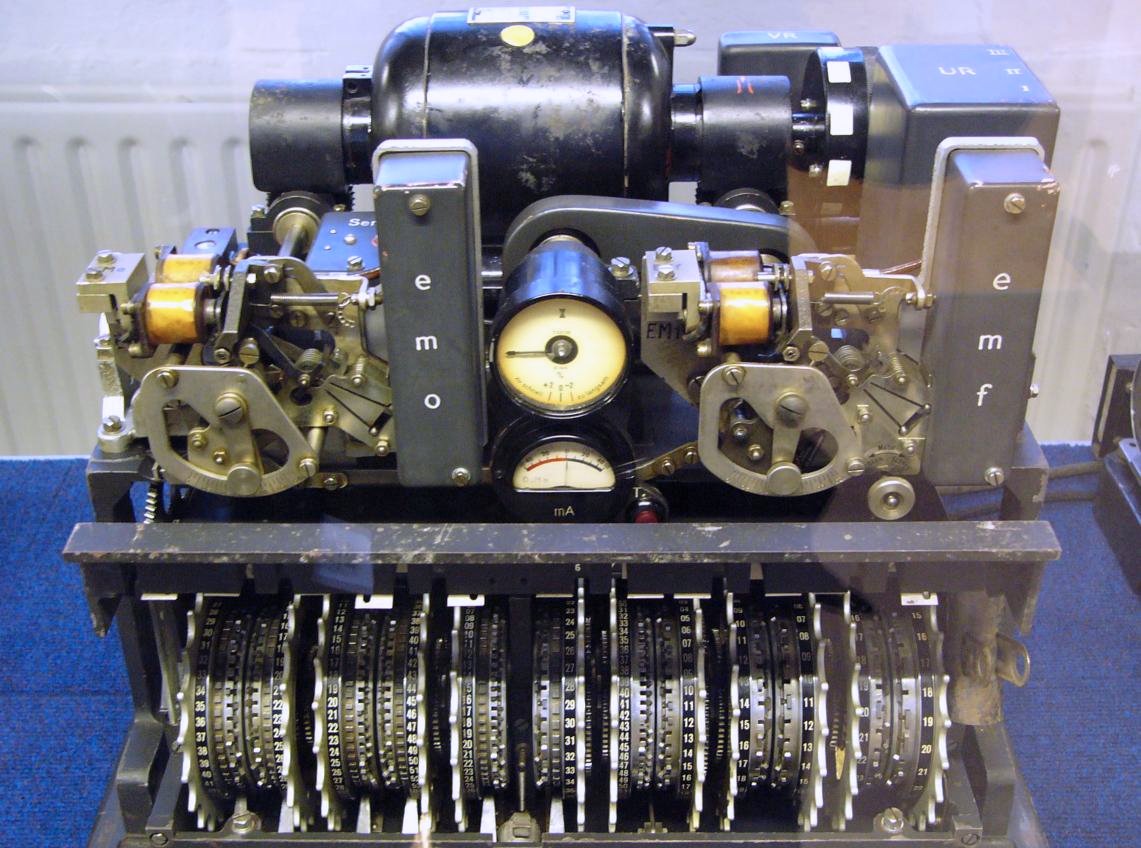
Машина Лоренца

Машина Лоренца (Lorenz-Chiffre, Schlüsselzusatz; Lorenz SZ 40 i SZ 42) — німецька шифрувальна машина, яка використовувалася під час II світової війни для передачі інформації через телетайп. Британські аналітики, які закодовані комунікати телетайпи окреслили кодом «Fish» (риба), шифри машини Лоренца і її саму називали «Tunny» (тунчик). Оскільки Енігма використовувалася в польових умовах, тоді як Tunny слугувала для комунікації високого рівня, де можна було використовувати важкі машини.
Машина Лоренца нагадувала Енігму оскільки в ній використовувався ротор, але діяла за іншим принципом. Мала виміри 51 см × 46 см × 46 см і була додатком до стандартного телетайпу Лоренца. З точки зору криптографії, передавала поточний шифр.